# Оче наш (филм)
Оче наш (радни наслов: Црна река) је  српски филм из 2025 године. Режију потписује Горан Станковић док су сценарио написали Горан Станковић, Огњен Свиличић и Маја Пелевић. , 
Светска премијера филма биће одржана на 50 међународном филмском фестивалу у Торонту. 

## Улоге
| Глумац            | Улога   |
| ----------------- | ------- |
| Вучић Перовић     | Дејан   |
| Борис Исаковић    | Бранко  |
| Горан Марковић    | Мионица |
| Тони Михајловски  | Дедић   |
| Ненад Хераковић   | Ратко   |
| Лазар Тасић       | Лаза    |
| Никола Шурбановић | Бане    |
| Јасна Жалица      | Виолета |
| Дадо Ћосић        | Жиле    |
| Петар Новаковић   | Сава    |
| Горан Славић      | Дуле    |
| Башким Јакупи     |         |
| Татјана Кецман    |         |
| Наташа Миовчић    |         |
| Даница Митић      |         |